# Mount Olive (Mississippi)
Mount Olive è una città (town) degli Stati Uniti d'America, situata nella contea di Covington, nello Stato del Mississippi.